# Жмієво-Понкі
Жмієво-Понкі (пол. Żmijewo-Ponki) — село в Польщі, у гміні Ступськ Млавського повіту Мазовецького воєводства.
Населення — 40 осіб (2011).
У 1975-1998 роках село належало до Цехановського воєводства.

## Демографія
Демографічна структура станом на 31 березня 2011 року:
|          | Загалом | Допрацездатний вік | Працездатний вік | Постпрацездатний вік |
| -------- | ------- | ------------------ | ---------------- | -------------------- |
| Чоловіки | 20      | 5                  | 12               | 3                    |
| Жінки    | 20      | 5                  | 9                | 6                    |
| Разом    | 40      | 10                 | 21               | 9                    |